# 大阪市立舎利寺小学校
大阪市立舎利寺小学校（おおさかしりつ しゃりじ しょうがっこう）は、大阪府大阪市生野区にあった公立小学校。
学校統廃合計画により、2022年3月、大阪市立義務教育学校生野未来学園と大阪市立大池小学校の2校に分離統合される形で閉校した。

## 沿革
1951年に大阪市立生野小学校より分離開校した。
2016年には生野区役所が「生野区西部地域学校再編整備計画」を打ち出した。生野区のうち区西部地域において、小規模校化している地域の小学校と中学校を再編して、各小学校と中学校を「一小一中」で対応させる形で小中連携教育を実施する構想を策定した。
舎利寺小学校については、進学先の中学校が大阪市立生野中学校と大阪市立大池中学校との2校に分かれていたこともあり、生野中学校区での学校再編、および大池中学校区での学校再編の双方にあわせる形で、小学校校区を分割した上での中学校区単位での再編が打ち出された。
生野中学校区については、従来の生野中学校と校区の4小学校を統合する形で、2022年度に「大阪市立義務教育学校生野未来学園」を設置することになった。
また大池中学校区については、大阪市立大池小学校に2022年度より、従来の舎利寺小学校校区の一部を加える形で学校再編がおこなわれることになった。
これに伴い2022年3月末日付で、生野未来学園と大池小学校の2校に統合される形で、舎利寺小学校は閉校した。

### 年表
- 1951年4月1日 - 大阪市立舎利寺小学校として開校。
- 1993年2月13日 - 大阪市学校歯科保健研究大会で、研究発表を実施。
- 2001年6月1日  - 生涯学習ルームを開設。
- 2001年7月18日  - ビオトープの造成工事に着工。
- 2022年3月31日 - 閉校。

## 通学区域
- 大阪市生野区 勝山南4丁目、中川6丁目（一部）、中川西3丁目（一部）、田島1丁目、田島2丁目（一部）、舎利寺1丁目、舎利寺2丁目（一部）。

卒業生は大阪市立大池中学校と大阪市立生野中学校の2校に分かれて進学していた。

## 交通
- 大阪シティバス 大池橋バス停、生野消防署前バス停。
- 大阪環状線 桃谷駅 南西へ約1.7km。
- 地下鉄千日前線 北巽駅 西へ約1.7km。
- 関西本線（大和路線） 東部市場前駅 北へ約1.8km。